# Giovanni Maria Olgiati
Gianmaria Olgiati (Milano, 1497 – Milano, 1557) è stato un ingegnere italiano. Ha inoltre contribuito a disegnare nei suoi tratti più essenziali il castello di Bard (Valle d'Aosta)

## Biografia
Nato da Giovanni Ambrogio e Bernardina dal Re, dovette scappare da Milano per il coinvolgimento di un parente nella congiura dei Lampugnani per poi essere riammesso in città anni dopo. Divenuto celebre come ingegnere militare nel ducato di Milano, fu in seguito chiamato da Andrea Doria a Genova per la costruzione della nuova cinta di mura.
Tra le sue opere più celebri si possono elencare:
- Mura spagnole di Milano
- Mura spagnole di Pavia
- Mura cinquecentesche di Genova
- Fortezza di Gavi (AL)
- Fortezza del Priamar
- Castello di Montoggio
- Castello Brown

Sono anche attestate collaborazioni dell'Olgiati per la Repubblica di Venezia nelle fortificazioni di Famagosta e Corfù.
Morì a 63 anni a Milano e fu sepolto in una cappella della chiesa di Santa Maria delle Grazie.